# نووا پتس
نووا پتس (به چکی: Nová Pec) یک منطقهٔ مسکونی در جمهوری چک است که در ناحیه پراخاتیتسه واقع شده‌است. نووا پتس ۶۶٫۳۸ کیلومتر مربع مساحت و ۵۲۶ نفر جمعیت دارد و ۷۳۷ متر بالاتر از سطح دریا واقع شده‌است.